# Mezinárodní agentura pro atomovou energii

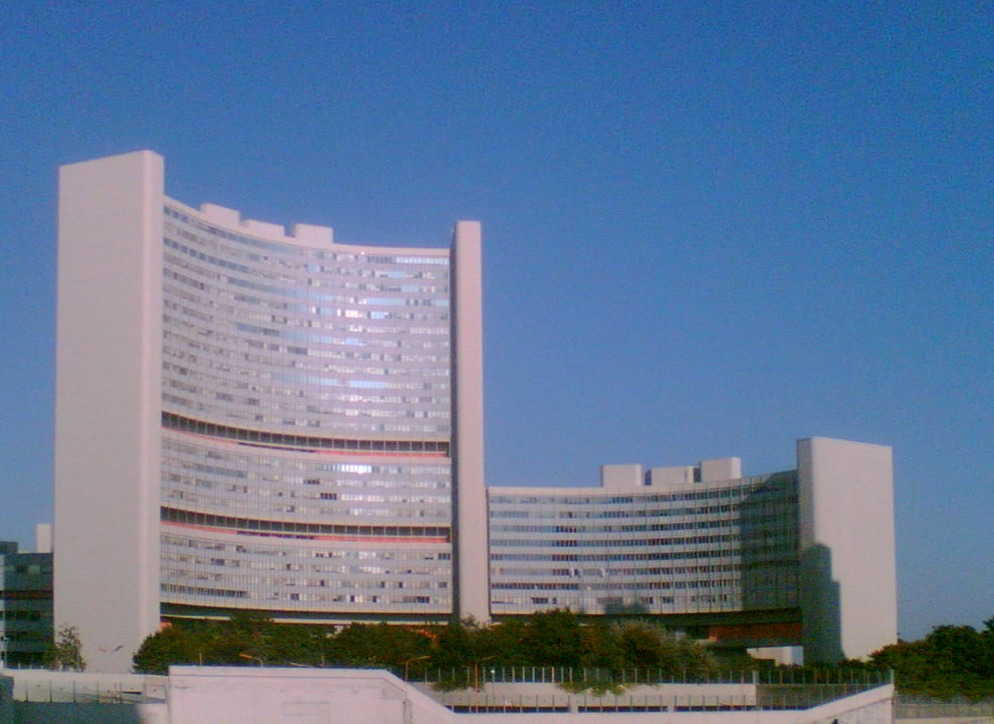
Sídlo Mezinárodní agentury pro atomovou energii

Mezinárodní agentura pro atomovou energii (zkráceně MAAE, anglicky: International Atomic Energy Agency, zkráceně IAEA) je mezinárodní organizace, která dohlíží a stanovuje pravidla pro mírové využívání jaderné energie. Je rovněž orgánem zodpovědným za kontrolu dodržování Smlouvy o nešíření jaderných zbraní.
Založena byla 29. července 1957 a v současnosti má 178 členských států (podle údajů z dubna 2024).
Její hlavní sídlo se nachází v Rakousku ve Vídni, regionální kanceláře jsou v Ženevě, New Yorku, Torontu a Tokiu. Generálním ředitelem agentury byl od prosince 2009 do července 2019 Japonec Jukija Amano, který v úřadu vystřídal Egypťana Muhammada Baradeje. Tomu i celé organizaci byla v roce 2005 udělena Nobelova cena za mír.
Ostatní energií se zabývá Mezinárodní agentura pro energii.

## Členské státy MAAE
Seznam členských státu dle roku přijetí:
- 1957: Afghánistán, Albánie, Argentina, Austrálie, Rakousko, Bělorusko, Brazílie, Bulharsko, Kanada, Kuba, Dánsko, Dominikánská republika, Egypt, Salvador, Etiopie, Francie, Německo, Řecko, Guatemala, Haiti, Svatý stolec, Maďarsko, Island, Indie, Indonésie, Izrael, Itálie, Japonsko, Jižní Korea, Monako, Maroko, Barma, Nizozemí, Nový Zéland, Norsko, Pákistán, Paraguay, Peru, Polsko, Portugalsko, Rumunsko, Rusko, Jugoslávie, Jižní Afrika, Španělsko, Srí Lanka, Švédsko, Švýcarsko, Thajsko, Tunisko, Turecko, Ukrajina, Spojené království, Spojené státy americké, Venezuela, Vietnam
- 1958: Belgie, Ekvádor, Finsko, Írán, Lucembursko, Mexiko, Filipíny, Súdán
- 1959: Irák
- 1960: Chile, Kolumbie, Ghana, Senegal
- 1961: Libanon, Mali, Demokratická republika Kongo
- 1962: Libérie, Saúdská Arábie
- 1963: Alžírsko, Bolívie, Pobřeží slonoviny, Libye, Sýrie, Uruguay
- 1964: Kamerun, Gabon, Kuvajt, Nigérie
- 1965: Kostarika, Kypr, Jamajka, Keňa, Madagaskar
- 1966: Jordánsko, Panama
- 1967: Sierra Leone, Singapur, Uganda
- 1968: Lichtenštejnsko
- 1969: Malajsie, Niger, Zambie
- 1970: Irsko
- 1972: Bangladéš
- 1973: Mongolsko
- 1974: Mauricius, Severní Korea (vystoupila roku 1994)
- 1976: Katar, Spojené arabské emiráty, Tanzanie
- 1977: Nikaragua
- 1983: Namibie
- 1984: Čína
- 1986: Zimbabwe
- 1992: Estonsko, Slovinsko
- 1993: Arménie, Chorvatsko, Česko, Litva, Slovensko
- 1994: Severní Makedonie, Kazachstán, Marshallovy ostrovy, Uzbekistán, Jemen
- 1995: Bosna a Hercegovina
- 1996: Gruzie
- 1997: Lotyšsko, Malta, Moldavsko
- 1998: Burkina Faso
- 1999: Angola, Benin
- 2000: Tádžikistán
- 2001: Ázerbájdžán, Středoafrická republika, Srbsko
- 2002: Eritrea, Botswana
- 2003: Honduras, Seychely, Kyrgyzstán
- 2004: Mauritánie
- 2005: Čad
- 2006: Belize, Malawi, Černá Hora, Mosambik
- 2007: Kapverdy*
- 2008: Nepál, Palau
- 2009: Bahrajn, Burundi, Kambodža, Kongo, Lesotho, Omán
- 2011: Laos, Tonga*
- 2012: Dominika, Fidži, Papua Nová Guinea, Rwanda, San Marino*, Togo, Trinidad a Tobago
- 2013: Bahamy*, Brunej*, Svazijsko

Státy označené hvězdičkou byly schváleny na valném shromáždění, členství však nabude platnost dnem uložení jejich ratifikačních listin.